# Dogma (film)
Dogma is een Amerikaanse filmkomedie uit 1999 met in de hoofdrollen Ben Affleck en Matt Damon. De film werd geschreven en geregisseerd door Kevin Smith. Het is zijn vierde film van waarin Jay en Silent Bob te zien zijn (eerder waren ze al te zien in de films Clerks., Mallrats en Chasing Amy).

## Verhaal
Bartleby (Affleck) en Loki (Damon) zijn twee engelen die uit de hemel verbannen zijn. Op aarde proberen ze samen terug te keren naar de hemel, terwijl de 13e apostel Rufus (Chris Rock) ze probeert tegen te houden met de hulp van de laatste afstammeling van Christus.

## Rolverdeling
| Acteur            | Personage               |
| ----------------- | ----------------------- |
| Ben Affleck       | Bartleby                |
| Matt Damon        | Loki                    |
| George Carlin     | Cardinal Ignatius Glick |
| Linda Fiorentino  | Bethany Sloane          |
| Salma Hayek       | Serendipity             |
| Jason Lee         | Azrael                  |
| Jason Mewes       | Jay                     |
| Kevin Smith       | Silent Bob              |
| Alan Rickman      | Metatron                |
| Chris Rock        | Rufus                   |
| Alanis Morissette | God                     |
| Bud Cort          | John Doe Jersey         |

## Prijzen/nominaties
- 2000 Satellite Awards
 Genomineerd: Best Original Song (Alanis Morissette) 
Genomineerd: Best Performance by an Actor in a Supporting Role, Comedy or Musical (Alan Rickman)
- 2000 Razzie Awards
Genomineerd: Worst Supporting Actress (Salma Hayek)

## Ludiek
Kevin Smith liep mee tijdens een protest dat een groepje katholieken hield tégen Dogma, zonder dat hij herkend werd door de protesterenden. Hij werd daarbij geïnterviewd voor een plaatselijke televisiezender, waarvan de interviewster hem ook niet kon plaatsen. Toen zij hem naar zijn naam vroeg, gaf hij de naam op van de vriend met wie hij gekomen was, Bryan Johnson. Toen de interviewster hem zei dat hij wel erg op Kevin Smith leek, vertelde hij dat hij dat wel vaker hoorde. Smith mag dit verhaal graag vertellen tijdens zijn vele 'lezingen' op Amerikaanse hogescholen en universiteiten, zoals ook te zien op de dvd An Evening with Kevin Smith.